# 串田誠一
串田 誠一（くしだ せいいち、1958年6月20日 -）は、日本の政治家、弁護士、小説家、推理作家、漫画原作者。日本維新の会所属の参議院議員（1期）、元衆議院議員（1期）。

## 経歴
東京都大田区出身。東京都立大崎高等学校、法政大学法学部法律学科卒業。
司法試験合格後、最高裁判所司法研修所司法修習生をへて弁護士登録。その後、2016年3月まで法政大学大学院教授。この間、推理小説を執筆したほか、「三塚 蘭」のペンネーム（犯人が「見つからん」に由来）で漫画『OUT LAW』（作画・国友やすゆき）の原作を担当した。
2003年の神奈川県議選において、民主党公認で横浜市中区選挙区から立候補するが、落選。
2016年の第24回参議院議員通常選挙では、おおさか維新の会公認で比例区から立候補するも18人中の最下位で落選。
2017年の第48回衆議院議員総選挙では神奈川6区から日本維新の会公認で立候補。得票数は3候補者中3位、惜敗率28.304％であったが、比例南関東ブロックで日本維新の会が1議席を獲得し、同党の比例南関東ブロックの候補者で唯一供託金没収点以上の得票であったため、復活当選を果たした。
2021年10月31日の第49回衆議院議員総選挙では、再び神奈川6区から出馬し、引き続き3位で惜敗率30.532％となるも、比例南関東ブロック内での維新の積極的な擁立もあり、惜敗率では名簿下位に沈み落選。
2022年2月9日、日本維新の会は第26回参議院議員通常選挙の第1次公認14人を発表した。串田は1次公認で参議院比例区の公認が決まった。同年7月10日の投開票の結果、日本維新の会の候補者で7位の得票となり当選した。

## 政策・活動

### 憲法改正
- 憲法改正に賛成。改正すべき項目として、憲法改正の手続・国民の権利と義務・地方自治を挙げる[12]。

### 経済問題
- 消費税10％に反対[12]。
- 消費増税の先送りを評価する[12]。
- アベノミクスをどちらかと言えば評価しない[12]。
- 幼稚園・保育所から大学まで教育を無償化すべきだ[12]。
- 当面は財政再建のために歳出を抑えるのではなく、景気対策のために財政出動を行うべきだ[12]。
- 財政赤字は危機的水準であるので、国債発行を抑制すべきだ[12]。
- 所得や資産の多い人に対する課税を強化すべきだ[12]。

### その他
- 安全保障関連法の成立を評価する[12]。
- 北朝鮮問題への取り組みを評価する[12]。
- 共謀罪法を評価する[12]。
- 森友学園・加計学園問題への対応を評価しない[12]。
- 治安を守るためにプライバシーや個人の権利が制約にどちらかと言えば反対[12]。
- 被選挙権を得られる年齢を引き下げるべきだ[12]。
- 外国人労働者の受け入れを進めるべきだ[12]。
- 原子力規制委員会の審査に合格した原子力発電所の再開にどちらかと言えば反対[12]。
- 選択的夫婦別姓の導入にどちらかといえば賛成[12]。この問題に関連し、2018年3月20日の衆議院法務委員会において、「夫婦が同姓同名だった場合、不動産登記簿謄本はどうなるのか。強制執行したときに、夫のものだと思ったら妻のものだったということもあり、家庭内の問題ではなく、社会的な混乱」と指摘した[13]。
- 漫画、ゲーム作品等に対する表現規制に反対。
- 同性婚を認めていないのは、違憲[14]。
- 受動喫煙防止を目的に飲食店などの建物内を原則禁煙とする健康増進法改正に賛成[15]。2016年の参院選に先駆けて行われた受動喫煙防止についての公開アンケートにおいて、レストランやバーを含む一般市民が出入りする場所は、2020年までに「罰則付きの禁煙とするべきである」と回答している[16]。
- 犬猫の殺処分ゼロ[17]。
- 動物虐待を取り締まるアニマルポリスの創設[17]。
- アニマルウェルフェアの推進[17]。

## 人物
- 小中高と体操部に所属していた[2]。
- 趣味は推理小説を書くこと[2]。
- 禁煙・受動喫煙防止活動を推進する神奈川会議の会員である[15]。

## 不祥事
- 2000年に、弁護士報酬が高額であったとして日本弁護士連合会から戒告の懲戒処分を受けた[18]。

## 所属団体・議員連盟
- 国際基準のタバコ対策を推進する議員連盟（旧称「禁煙推進議員連盟」「東京オリンピック・パラリンピックに向けて 受動喫煙防止法を実現する議員連盟」）[19][20]
- 日本ウイグル国会議員連盟
- 対中政策に関する国会議員連盟

## 著書
- 串田誠一『違憲判決 : 弁護士・響大介 : 長篇本格社会派ミステリー』マイストロ〈マイストロnovels〉、1999年4月1日。ISBN 978-4944174225。
- 串田誠一『制通信権 : 弁護士・響大介 : 長篇本格社会派ミステリー』マイストロ〈マイストロnovels〉、1999年5月。ISBN 978-4944174232。
- 串田誠一『当たり屋 : 弁護士・響大介 : 長篇本格社会派ミステリー』マイストロ〈マイストロnovels〉、1999年6月。ISBN 978-4944174263。
- 串田誠一『奪略の兇器 : 弁護士・響大介 : 長篇本格社会派ミステリー』マイストロ〈マイストロnovels〉、1999年8月。ISBN 978-4944174270。
- 串田誠一『通信傍受法 : 弁護士・響大介』マイストロ〈マイストロnovels〉、1999年10月。ISBN 978-4944174348。
- OUT LAW（1999年、作画・国友やすゆき）（※串田は原作担当、「三塚蘭」名義）